# HalfPrice
HalfPrice to  marka w Grupie CCC działająca w segmencie off-price. Ootwarcie pierwszych sklepów w Polsce nastąpiło w maju 2021.
1. ↑  NoMonday, CCC S.A. [online], corporate.ccc.eu [dostęp 2025-08-20].